# 谷口るり子
谷口 るり子（たにぐち るりこ）は、甲南大学マネジメント創造学部教授。同学部学部長。専門は教育工学。

## 経歴
- 1981年3月 - 大阪大学基礎工学部生物工学科卒業
- 2005年3月 - 中京大学情報工学研究科認知科学専攻
- 2010年3月 - 大阪大学人間科学研究科博士課程修了
- 2017年4月 - 甲南大学マネジメント創造学部マネジメント創造学科教授

## 論文
- 「作品情報の共有による協調学習とその評価」教育システム情報学会誌　2011年
- 「授業評価アンケートを用いた授業の総合評価に影響する要因の分析」日本教育工学会論文誌　2013年
- 「情報リテラシー科目に対応したWebクイズの開発と授業への導入方法別の解答問題数を用いた結果分析」教育システム情報学会誌　2015年
- 「大阪市における特別区設置協定書に関する住民説明会での説明内容のテキスト分析」実践政策学　2016年
- 「大阪市における総合区・特別区（新たな大都市制度）に関する意見募集・説明会の内容のテキスト分析」実践政策学　2018年
- 「大規模な都市公園の商業化問題について―大阪城公園を例に―」Hirao School of Management Review　2019年